# Virgil Cazacu
Virgil Cazacu (* 1. September 1927 in Zorleni, Kreis Vaslui) ist ein ehemaliger rumänischer Politiker der Rumänischen Kommunistischen Partei PMR (Partidul Muncitoresc Român) und ab 1965 PCR (Partidul Comunist Român), der unter anderem zwischen 1974 und 1978 Botschafter in der Sozialistischen Föderativen Republik Jugoslawien, von 1978 bis 1989 Mitglied des Politischen Exekutivkomitees des Zentralkomitees (ZK) der PCR sowie zugleich von 1978 bis 1982 Mitglied des Sekretariats des ZK der PCR war. Darüber hinaus bekleidete er zwischen 1978 und 1979 auch die Funktion als Vize-Ministerpräsident.

## Leben

### Maschinenschlosser, Parteifunktionär in Bukarest und Abgeordneter
Cazacu begann nach dem Besuch der fünfjährigen Primarschule eine 1940 Ausbildung zum Maschinenschlosser und war nach deren Beendigung von 1944 bis 1949 in diesem Beruf tätig. Er wurde 1944 zunächst Mitglied der Gewerkschaft sowie 1945 der Union der kommunistischen Jugend UTC (Uniunea Tineretului Comunist), dem Jugendverband der Partei. Neben seiner beruflichen Tätigkeit besuchte er von 1945 bis 1949 die Abendschule und war zeitweise Mitglied der von Petru Groza geleiteten linksorientierten Bauernpartei Front der Pflüger (Frontul Plugarilor), ehe er im Dezember 1947 der damaligen Kommunistischen Partei PCR (Partidul Comunist din România) als Mitglied beitrat. In der Folgezeit war er als Aktivist in der Gewerkschaft sowie der UTC tätig sowie zuletzt 1949 Mitglied des Organisationsbüros der Grundorganisation im Armeearsenal von Bukarest und einer Unterkommission zur Überprüfung von Parteimitgliedern.
Danach war Cazacu in der Elektromaschinenfabrik Dinamo in Bukarest tätig, und zwar zunächst von 1949 bis 1950 als Technischer Kontrolleur, danach als Sektionsleiter sowie zwischen 1951 und Mai 1952 als stellvertretender Leiter der Forschungsabteilung sowie als Sekretär des Parteikomitees. Daneben absolvierte er zwischen 1949 und 1954 Abendstudiengänge für Mathematik und Physik und war zugleich von Mai 1952 bis Mai 1953 Kandidat des Parteikomitees von București-Gheorghe-Gheorghiu-Dej, einem nach dem damaligen Ersten Sekretär der PMR Gheorghe Gheorghiu-Dej benannten Bukarester Ortsteil. Gleichzeitig war zwischen Mai 1952 und Mai 1953 auch stellvertretender Leiter der Abteilung Führungsorgane von Partei, Gewerkschaften und UTM im Stadtparteikomitee von Bukarest.
Cazacu, der auch Absolvent der Parteihochschule „Ștefan Gheorghiu“ war, war von März 1953 bis Oktober 1956 zunächst Sekretär im Parteikomitee des Bukarester Ortsteil Grivița Roșie sowie anschließend zwischen Oktober 1956 und dem 8. Januar 1959 Erster Sekretär des Parteikomitees in dem nach Josef Stalin benannten Bukarester Ortsteil I. V. Stalin und zeitgleich Mitglied des Büros des Bukarester Stadtparteikomitees.
Am 8. Januar 1959 wechselte Cazacu in die zentrale Parteiverwaltung und war zunächst stellvertretender und danach Erster stellvertretender Leiter der ZK-Abteilung für Propaganda und Agitation. Er wurde auf dem achten Parteitag der PMR vom 20. bis 26. Juni 1960 zum Kandidaten des ZK der PMR gewählt. 1961 wurde er erstmals Mitglied der Großen Nationalversammlung (Marea Adunare Națională) und vertrat dort bis 1965 den Wahlkreis Dorohoi, anschließend den Wahlkreis Pașcani sowie von 1969 bis 1975 den Bukarester Wahlkreis Nr. 12 Parcul Tineretului. Während seiner Parlamentszugehörigkeit war er seit dem 19. März 1965 Mitglied der rumänischen Gruppe bei der Interparlamentarischen Union.

### Erster Sekretär im Kreis Iași, ZK-Mitglied und Botschafter in Jugoslawien
Nachdem er zwischen Juli 1961 und dem 27. Dezember 1965 Erster Sekretär des Parteikomitees im Kreis Iași war, fungierte er vom 20. Januar 1966 bis zum 8. März 1968 als Vorsitzender des Komitees für Rundfunk und Fernsehen (Comitetului de Radiodifuziune și Televiziune) beim Ministerrat der Sozialistischen Republik Rumänien. Auf dem neunten Parteitag der PCR vom 19. bis 24. Juli 1965 wurde er Mitglied des ZK der PCR und gehörte diesem bis zum 24. November 1989 an.
Cazacu war von März 1968 bis zum 15. Juli 1971 Sekretär für Organisation des Stadtparteikomitees von Bukarest und im Anschluss vom 4. Juni 1971 bis zum 20. August 1974 Erster Vizeminister für Bildung sowie zugleich seit dem 27. Februar 1974 Mitglied des Nationalrates der Rundfunkgesellschaft Radioteleviziunii Române. 
Am 20. November 1974 übernahm er die Funktion als außerordentlicher und bevollmächtigter Botschafter in der Sozialistischen Föderativen Republik Jugoslawien und bekleidete diesen diplomatischen Posten bis zum 7. März 1978.

### Vize-Ministerpräsident und ZK-Sekretär
Am 7. März 1978 wurde Cazacu Vize-Ministerpräsident in der Regierung von Ministerpräsident Manea Mănescu und gehörte dieser bis zum 1. Februar 1979 an. 
Am 7. März 1978 wurde er ferner Mitglied des Politischen Exekutivkomitees des ZK der PCR und gehörte diesem obersten Führungsgremium der Partei ebenfalls bis zum 24. November 1989 an. Zugleich fungierte er vom 7. März 1978 bis zum 8. Oktober 1982 auch als Mitglied des Sekretariates des ZK der PCR. Als ZK-Sekretär war er zunächst zwischen dem 7. März 1978 und Januar 1979 zuständig für Propaganda sowie im Anschluss von Januar 1979 bis zum 11. August 1982 für Internationale Angelegenheiten.
Ferner war er seit dem 31. Oktober 1978 auch Mitglied des Exekutivbüros des Nationalrates der Sozialistischen Einheitsfront FUS (Frontul Unității Socialiste), die unter anderem für die Aufstellung der Kandidatenlisten zu den Parlamentswahlen zuständig war. Darüber hinaus war er seit dem 14. Juni 1979 Präsident des Führungsrates der Nachrichten- und Presseagentur AGERPRES (Agenția Națională de Presă), seit dem 27. März 1980 Vizepräsident des Büros der Kommission für Fragen der wirtschaftlichen Zusammenarbeit und internationale Beziehungen zu Parteien beim ZK der PCR sowie zugleich bis zum 9. August 1982 Leiter der ZK-Abteilung für Internationale Beziehungen und internationale wirtschaftliche Zusammenarbeit.
1980 wurde Cazacu erneut Mitglied der Großen Nationalversammlung und vertrat in dieser nunmehr erst den Wahlkreis Cehu Silvaniei sowie im Anschluss von 1985 bis 1989 den Wahlkreis Nr. 8 Câmpina. Während seiner Parlamentszugehörigkeit war er nunmehr seit dem 1. April 1985 Mitglied des Verteidigungsausschusses.
Nach Beendigung seiner Tätigkeit als ZK-Sekretär wurde Cazacu am 11. August 1982 Erster Sekretär des Parteikomitees und Präsident des Exekutivkomitees des Volksrates im Kreis Prahova, des bevölkerungsreichsten Kreises in Rumänien nach dem Hauptstadtgebiet Bukarest (Municipiul București). Diese Funktion bekleidete er bis zum 27. November 1987 und war zuletzt von Januar 1988 bis 1989 Vizepräsident der Zentralen Union der Handwerkschaftsgenossenschaften UCECOM (Uniuniea Centrală a Cooperativelor Meșteșugărești).

### Ehrungen und Auszeichnungen
Für seine langjährigen Verdienste wurde Cazacu mehrfach ausgezeichnet und erhielt unter anderem 1957 den Orden der Arbeit Dritter Klasse (Ordinul Muncii), 1962 den Orden der Arbeit Erster Klasse, 1964 den Stern der Volksrepublik Rumänien Dritter Klasse (Ordinul Steaua Republicii Populare Române), 1966 den Orden Tudor Vladimirescu Dritter Klasse (Ordinul Tudor Vladimirescu), 1971 den Orden 23. August Zweiter Klasse (Ordinul 23. August), 1981 sowie erneut 1984 den Stern der Sozialistischen Republik Rumänien Zweiter Klasse (Ordinul Steaua Republicii Socialiste România). 